# سیارک ۱۷۸۸۱
سیارک ۱۷۸۸۱ (به انگلیسی: 17881 Radmall، نامگذاری:1999CA51) هفده هزار و هشتصد و هشتاد و یکمین سیارک کشف شده‌است که در ۱۰ فوریه ۱۹۹۹ کشف شد.
قدر مطلق سیارک برابر ۱۴.۱ است.